# Falocentrismo
El falocentrismo es la ideología de que el falo, u órgano sexual masculino, es la base central en la organización del mundo social. El falocentrismo ha sido analizado en la crítica literaria, el psicoanálisis y la psicología, la lingüística, la medicina y el cuidado de la salud, y la filosofía.

## Primera fase
El término fue acuñado en 1927 por Ernest Jones, como parte de su debate con Sigmund Freud sobre el papel de la etapa fálica en el desarrollo de la infancia, cuando argumentó que «los analistas de hombres se han visto obligados a adoptar una visión indebidamente centrada en lo falocéntrico». Basándose en los argumentos anteriores de Karen Horney, Jones, en una serie de artículos, mantuvo la posición de que las mujeres no eran criaturas decepcionadas impulsadas por la envidia del pene. En cambio, esta creencia era en sí misma una defensa teórica contra la ansiedad por castración. Sin embargo, Freud permaneció impasible en su oposición a la tesis de Horney/ Jones, y la suya fue la posición psicoanalítica predominante a partir de entonces, aunque algunos como Janet Malcolm modificarían su posición en el sentido de que «el concepto de Freud, por supuesto, es... una descripción del falocentrismo, no una recomendación de él».

## Segunda fase
Jacques Lacan añadió un giro lingüístico al debate con su artículo La significación del falo (1958/65), argumentando que el falo no era un objeto parcial, un objeto imaginario o un órgano físico, sino más bien «el significante destinado a designar como un todo los efectos del significado... esta función significante del falo».
Jacques Derrida desafió su tesis como falocéntrica, y la acusación fue retomada por el feminismo de segunda ola, extendiendo el foco de la protesta desde Lacan a Freud, el psicoanálisis y el pensamiento centrado en el hombre en su conjunto: la forma en que «[e]l falo, el centro del significado, se convirtió en la identidad del hombre consigo mismo... un símbolo masculino».
Sin embargo, surgió un conflicto dentro del movimiento feminista sobre el tema. Algunas feministas francesas, viendo el falocentrismo y el feminismo como dos caras de la misma moneda, buscaron hacer un avance postfalicista. Otras, como la feminista inglesa Jacqueline Rose, si bien aceptaban que «Lacan estaba implicado en el falocentrismo que describió», sin embargo consideraron que su análisis era importante para entender cómo las mujeres se constituían como un sujeto dividido en la sociedad.

## Tercera fase
Sin embargo, desde una perspectiva poscolonial, tales debates teóricos revelaron la irrelevancia de las feministas del primer mundo, con sus preocupaciones falocéntricas, para la vida cotidiana de la mujer subalterna en el Tercer Mundo; y el feminismo de tercera ola, con su preocupación por los marginados, lo particular y la interseccionalidad, también ha visto ampliamente el teoricismo y el esencialismo de la preocupación anterior del feminismo por el falocentrismo como irrelevante para la experiencia femenina diaria.